# Temperatura de bochorno
La temperatura de bochorno (TH)  es un índice que combina la temperatura seca del aire y la humedad relativa para evaluar la sensación térmica que el cuerpo humano percibe en condiciones de calor ambiente. El cuerpo humano necesita disipar calor en el ambiente, y si las temperaturas son más altas que las de las superficies de la piel, la disipación se hace casi exclusivamente por la transpiración, o el sudor. La evaporación del agua en el sudor necesita calor que obtiene del cuerpo. Sin embargo, cuando la humedad relativa es alta, la proporción de evaporación del agua se reduce. Esto significa que la cantidad de calor tomada del cuerpo será menor y la temperatura que el cuerpo percibe será mayor que la que sentiría si el aire fuera seco. Se han tomado medidas basándose en sensaciones subjetivas.
El problema de este índice es que no tiene en cuenta la velocidad del aire. Efectivamente, una brisa ligera o un ventilador, aumentan la evaporación del sudor, de modo que sólo es válido cuando el aire alrededor del cuerpo está en reposo.

## Definiciones
El índice Humidex (IH) es la diferencia entre la temperatura de bochorno y la temperatura del aire {\displaystyle \mathrm {TH} =T+\mathrm {IH} } y por definición: expresadas las temperaturas en grados Fahrenheit el IH es lo que sobrepasa a 10 la presión de vapor de agua (P) de la atmósfera expresada en hectopascales (hPa).
{\displaystyle \mathrm {TH} (^{\circ }\mathrm {F} )=T(^{\circ }\mathrm {F} )+(P-10)}
Miguel Tremblay critica el uso de los índices Humidex y temperatura de sensación porque dice que la ecuación para obtener la temperatura de bochorno suma °F y presiones del vapor de agua y no le falta razón. Añade socarronamente que: "Un niño de la escuela sabe que es incorrecto añadir (o restar ) valores que no tienen las mismas unidades así 4 manzanas + 5 naranjas =?" . No obstante estas críticas, el sentido de la temperatura de bochorno queda claro en el siguiente ejemplo.
Un ejemplo de la diferencia entre la temperatura de bochorno y la verdadera temperatura estaría comparando los climas de las ciudades españolas de Valencia y Madrid. Valencia tiene en verano temperaturas más suaves porque está a orillas del mar Mediterráneo, pero Valencia tiene una temperatura de bochorno más alta porque es un calor húmedo. Igualmente, mientras Madrid tiene temperaturas diurnas más altas realmente, tiene un calor seco, y la temperatura de bochorno o lo que siente el cuerpo humano es un ambiente menos agobiante.
Pero para explicarlo mejor, conviene dejar clara la definición de un índice de sensación térmica: se trata de un valor que refleja que la sensación de un sujeto en el ambiente estudiado sería la misma que tendría en un espacio cerrado, en el que el aire y los paramentos (muros, suelo y techo) estuvieran a una temperatura igual al índice, con el aire en reposo y la humedad relativa igual al 100%. Por eso se expresa en la misma unidad que la temperatura, en grados celsius, independientemente de la fórmula empleada para obtenerlo.
Si se quieren expresar ambas temperaturas en grados Celsius habrá que convertir IH a esta unidad. Como 212 °F= 100 °C y 32 °F= 0 °C resulta:
{\displaystyle \mathrm {IH} (^{\circ }\mathrm {C} )=(P-10){\frac {100}{212-32}}=5{\frac {(P-10)}{9}}}
{\displaystyle {\text{es decir, }}\mathrm {TH} (^{\circ }\mathrm {C} )=T(^{\circ }\mathrm {C} )+5{\frac {(P-10)}{9}}}
A temperaturas altas, el nivel de humedad relativa necesario para que la temperatura sentida sea superior a la temperatura real es más bajo que a temperaturas más bajas. Por ejemplo, a 27 °C, la temperatura de bochorno y la real serán iguales (IH=0) si la humedad relativa es del 45 %, pero a 43 °C, la humedad relativa debería ser solo del 17 %. A una temperatura inferior a 20 °C la humedad no eleva la temperatura de bochorno.
La temperatura y la humedad relativa son magnitudes inversas, cuando aumenta la temperatura crece la posibilidad de subir la temperatura por parte de la atmósfera de retener vapor de agua (crece la presión de saturación) y como el aire sigue conteniendo la misma cantidad de agua (la misma humedad absoluta) entonces disminuye la humedad relativa (que es el cociente entre la presión del vapor de agua y la presión de saturación). Así a temperaturas altas corresponden generalmente humedades relativas bajas. En ningún lugar de la Tierra a una temperatura de 50 °C hay simultáneamente una humedad relativa del 90 por ciento así la temperatura de bochorno más alta sería de aproximadamente 90 °C, lo más cercano a eso fueron los 79.9 °C registrados el 8 de julio del 2003 en la ciudad de Dhahran en Arabia Saudita ya que la temperatura real era de 43 °C y la humedad de 68 % lo cual el punto de rocío era de 35 °C lo cual da 79.9 °C
En Canadá se usa el término índice humidex, y los estadounidenses llaman índice de calor a la diferencia entre la temperatura de bochorno y la temperatura real.

## Valores del índice
Como se ha dicho, solo tiene en cuenta el influjo combinado de la temperatura seca y la humedad relativa, es el llamado Temperatura de bochorno, que podría llamarse más propiamente Índice de bochorno o Humidex. Y es parcial porque no tiene en cuenta el influjo de la velocidad del aire, importantísima en este caso.
Se acompaña un cuadro en el que se dan los valores de este índice para distintas combinaciones de estos dos factores.
| Temperatura (°C) | Humedad relativa (%) | Humedad relativa (%) | Humedad relativa (%) | Humedad relativa (%) | Humedad relativa (%) | Humedad relativa (%) | Humedad relativa (%) | Humedad relativa (%) | Humedad relativa (%) | Humedad relativa (%) | Humedad relativa (%) | Humedad relativa (%) | Humedad relativa (%) | Humedad relativa (%) | Humedad relativa (%) | Humedad relativa (%) | Humedad relativa (%) | Humedad relativa (%) | Humedad relativa (%) | Humedad relativa (%) | Humedad relativa (%) |
| Temperatura (°C) | 0                    | 5                    | 10                   | 15                   | 20                   | 25                   | 30                   | 35                   | 40                   | 45                   | 50                   | 55                   | 60                   | 65                   | 70                   | 75                   | 80                   | 85                   | 90                   | 95                   | 100                  |
| ---------------- | -------------------- | -------------------- | -------------------- | -------------------- | -------------------- | -------------------- | -------------------- | -------------------- | -------------------- | -------------------- | -------------------- | -------------------- | -------------------- | -------------------- | -------------------- | -------------------- | -------------------- | -------------------- | -------------------- | -------------------- | -------------------- |
| 20               | 16                   | 16                   | 17                   | 17                   | 17                   | 18                   | 18                   | 19                   | 19                   | 19                   | 19                   | 19                   | 20                   | 20                   | 20                   | 21                   | 21                   | 21                   | 21                   | 21                   | 21                   |
| 21               | 18                   | 18                   | 18                   | 19                   | 19                   | 19                   | 19                   | 19                   | 20                   | 20                   | 20                   | 20                   | 21                   | 21                   | 21                   | 22                   | 22                   | 22                   | 22                   | 22                   | 23                   |
| 22               | 19                   | 19                   | 19                   | 20                   | 20                   | 20                   | 20                   | 20                   | 21                   | 21                   | 21                   | 21                   | 22                   | 22                   | 22                   | 22                   | 23                   | 23                   | 23                   | 23                   | 24                   |
| 23               | 20                   | 20                   | 20                   | 20                   | 21                   | 21                   | 22                   | 22                   | 22                   | 23                   | 23                   | 23                   | 23                   | 24                   | 24                   | 24                   | 24                   | 24                   | 24                   | 25                   | 25                   |
| 24               | 21                   | 21                   | 22                   | 22                   | 22                   | 22                   | 23                   | 23                   | 23                   | 24                   | 24                   | 24                   | 24                   | 25                   | 25                   | 25                   | 25                   | 26                   | 26                   | 26                   | 26                   |
| 25               | 22                   | 23                   | 23                   | 23                   | 24                   | 24                   | 24                   | 24                   | 24                   | 24                   | 25                   | 25                   | 25                   | 26                   | 26                   | 26                   | 27                   | 27                   | 27                   | 28                   | 28                   |
| 26               | 24                   | 24                   | 24                   | 24                   | 25                   | 25                   | 25                   | 26                   | 26                   | 26                   | 26                   | 27                   | 27                   | 27                   | 27                   | 28                   | 28                   | 29                   | 29                   | 29                   | 30                   |
| 27               | 25                   | 25                   | 25                   | 25                   | 26                   | 26                   | 26                   | 27                   | 27                   | 27                   | 27                   | 28                   | 28                   | 29                   | 29                   | 30                   | 30                   | 31                   | 31                   | 31                   | 33                   |
| 28               | 26                   | 26                   | 26                   | 26                   | 27                   | 27                   | 27                   | 28                   | 28                   | 28                   | 29                   | 29                   | 29                   | 30                   | 31                   | 32                   | 32                   | 33                   | 34                   | 34                   | 36                   |
| 29               | 26                   | 26                   | 27                   | 27                   | 27                   | 28                   | 29                   | 29                   | 29                   | 29                   | 30                   | 30                   | 31                   | 33                   | 33                   | 34                   | 35                   | 35                   | 37                   | 38                   | 40                   |
| 30               | 27                   | 27                   | 28                   | 28                   | 28                   | 28                   | 29                   | 29                   | 30                   | 30                   | 31                   | 32                   | 33                   | 34                   | 35                   | 36                   | 37                   | 39                   | 40                   | 41                   | 45                   |
| 31               | 28                   | 28                   | 29                   | 29                   | 29                   | 29                   | 30                   | 31                   | 31                   | 31                   | 33                   | 34                   | 35                   | 36                   | 37                   | 39                   | 40                   | 41                   | 45                   | 45                   | 50                   |
| 32               | 29                   | 29                   | 29                   | 29                   | 30                   | 31                   | 31                   | 33                   | 33                   | 34                   | 35                   | 35                   | 37                   | 39                   | 40                   | 42                   | 44                   | 45                   | 51                   | 51                   | 55                   |
| 33               | 29                   | 29                   | 30                   | 30                   | 31                   | 33                   | 33                   | 34                   | 34                   | 35                   | 36                   | 38                   | 39                   | 42                   | 43                   | 45                   | 49                   | 49                   | 53                   | 54                   | 55                   |
| 34               | 30                   | 30                   | 31                   | 31                   | 32                   | 34                   | 34                   | 35                   | 36                   | 37                   | 38                   | 41                   | 42                   | 44                   | 47                   | 48                   | 50                   | 52                   | 55                   |                      |                      |
| 35               | 31                   | 32                   | 32                   | 32                   | 33                   | 35                   | 35                   | 37                   | 37                   | 40                   | 40                   | 44                   | 45                   | 47                   | 51                   | 52                   | 55                   |                      |                      |                      |                      |
| 36               | 32                   | 33                   | 33                   | 34                   | 35                   | 36                   | 37                   | 39                   | 39                   | 42                   | 43                   | 46                   | 49                   | 50                   | 54                   | 55                   |                      |                      |                      |                      |                      |
| 37               | 32                   | 33                   | 34                   | 35                   | 36                   | 38                   | 38                   | 41                   | 41                   | 44                   | 46                   | 49                   | 51                   | 55                   |                      |                      |                      |                      |                      |                      |                      |
| 38               | 33                   | 34                   | 35                   | 36                   | 37                   | 39                   | 40                   | 43                   | 44                   | 47                   | 49                   | 51                   | 55                   |                      |                      |                      |                      |                      |                      |                      |                      |
| 39               | 34                   | 35                   | 36                   | 37                   | 38                   | 41                   | 41                   | 44                   | 46                   | 50                   | 50                   | 55                   |                      |                      |                      |                      |                      |                      |                      |                      |                      |
| 40               | 35                   | 36                   | 37                   | 39                   | 40                   | 43                   | 43                   | 47                   | 49                   | 53                   | 55                   |                      |                      |                      |                      |                      |                      |                      |                      |                      |                      |
| 41               | 35                   | 36                   | 38                   | 40                   | 41                   | 44                   | 45                   | 49                   | 50                   | 55                   |                      |                      |                      |                      |                      |                      |                      |                      |                      |                      |                      |
| 42               | 36                   | 37                   | 39                   | 41                   | 42                   | 45                   | 47                   | 50                   | 52                   | 55                   |                      |                      |                      |                      |                      |                      |                      |                      |                      |                      |                      |
| 43               | 37                   | 38                   | 40                   | 42                   | 44                   | 47                   | 49                   | 53                   | 55                   |                      |                      |                      |                      |                      |                      |                      |                      |                      |                      |                      |                      |
| 44               | 38                   | 39                   | 41                   | 44                   | 45                   | 49                   | 52                   | 55                   |                      |                      |                      |                      |                      |                      |                      |                      |                      |                      |                      |                      |                      |
| 45               | 38                   | 40                   | 42                   | 45                   | 47                   | 50                   | 54                   | 55                   |                      |                      |                      |                      |                      |                      |                      |                      |                      |                      |                      |                      |                      |
| 46               | 39                   | 41                   | 43                   | 45                   | 49                   | 51                   | 55                   |                      |                      |                      |                      |                      |                      |                      |                      |                      |                      |                      |                      |                      |                      |
| 47               | 40                   | 42                   | 44                   | 47                   | 51                   | 54                   | 55                   |                      |                      |                      |                      |                      |                      |                      |                      |                      |                      |                      |                      |                      |                      |
| 48               | 41                   | 43                   | 45                   | 49                   | 53                   | 55                   |                      |                      |                      |                      |                      |                      |                      |                      |                      |                      |                      |                      |                      |                      |                      |
| 49               | 42                   | 45                   | 47                   | 50                   | 54                   | 55                   |                      |                      |                      |                      |                      |                      |                      |                      |                      |                      |                      |                      |                      |                      |                      |
| 50               | 42                   | 48                   | 50                   | 52                   | 55                   |                      |                      |                      |                      |                      |                      |                      |                      |                      |                      |                      |                      |                      |                      |                      |                      |